# Beniamino De Maria
Beniamino De Maria (Galatina, 7 agosto 1911 – Galatina, 8 marzo 1994) è stato un politico italiano.
È stato deputato all'Assemblea Costituente, e deputato alla Camera dalla I alla VI legislatura dal 1946 al 1975.

## Vita politica
Beniamino De Maria, componente dell'Assemblea Costituente (Democrazia Cristiana), era stato eletto anche alle prime amministrative (31 marzo 1946). Ha dominato la scena politica sia come deputato che come sindaco. Fu professore liceale e universitario.
Sette volte deputato dal 1948 al 1976 ricomprendo incarichi importanti. tra cui quella di Alto Commissario alla Sanità (analoga a quella di Ministro della Sanità prima dell'istituzione di tale Ministero) e negli anni settanta , di sottosegretario alla Sanità
Sindaco di Galatina dal 1978 al 1993, ha contribuito per lo sviluppo economico-sociale della Città: a lui si deve la costruzione dell'ospedale Santa Caterina Novella inaugurato nel 1966 ed il nuovo quartiere fieristico, sorto sul finire degli anni 70 all'ingresso di Galatina. 
L'indennità ex art. 31 del D.P.R. n. 761/1979 (la cosiddetta "Indennità De Maria") fu da lui istituita in favore del personale docente universitario, che presta servizio presso le strutture sanitarie, nella misura occorrente per equiparare il relativo trattamento economico complessivo a quello del personale delle unità sanitarie locali di pari funzioni, mansioni ed anzianità.
Tra i partecipanti al suo funerale, il 9 marzo del 1994, vi fu anche l'allora presidente della Repubblica Oscar Luigi Scalfaro suo caro amico.